# Boue rouge

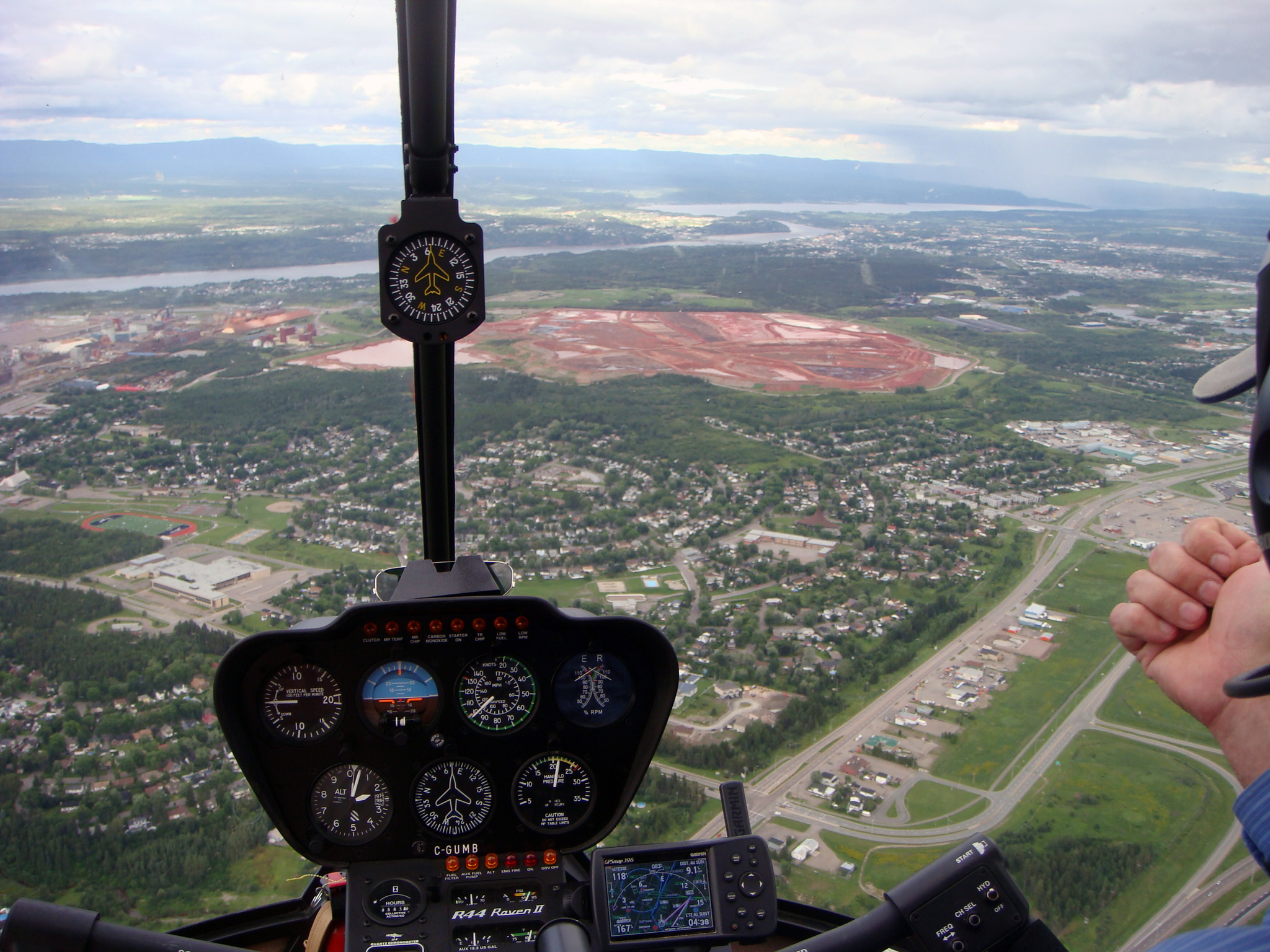
Bassin de stockage de boue rouge à Arvida, vu du ciel.

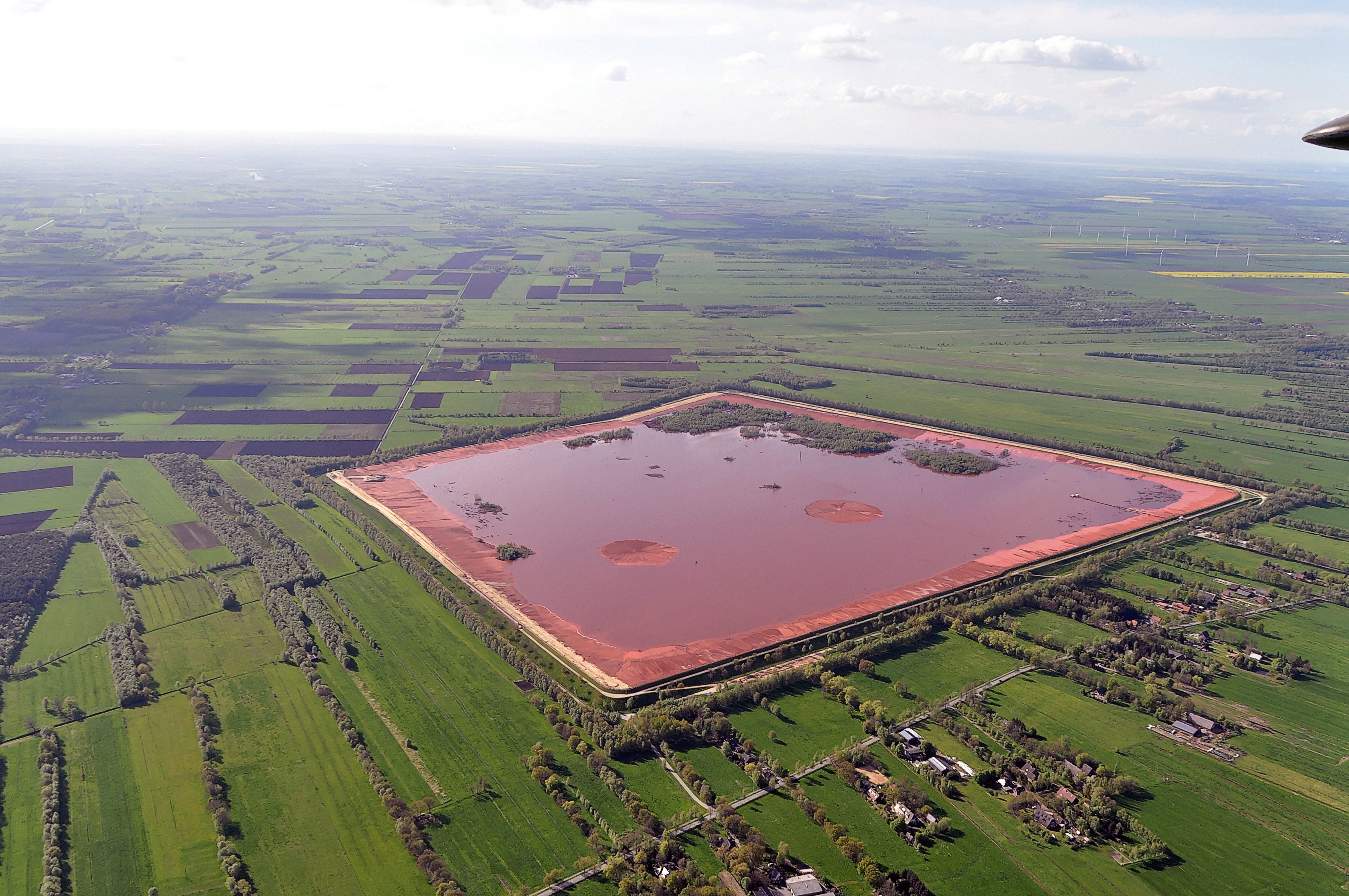
Bassin de stockage de boue rouge à Stade

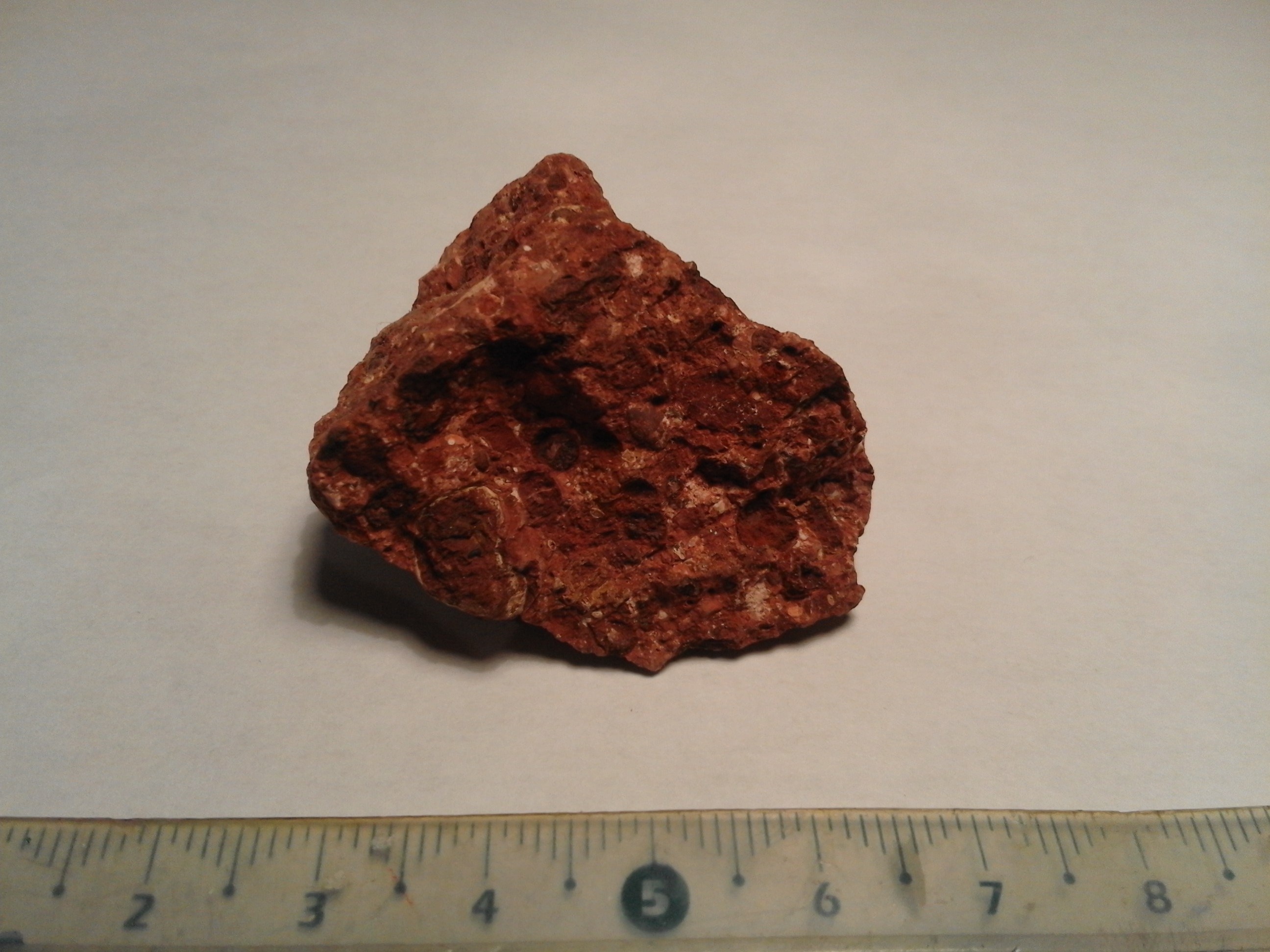
Bauxite, minerai de l'aluminium (Hérault, France). Le teint rouge caractéristique provient des oxydes de fer naturellement présents dans le minerai et constituant la plus grande partie de la boue rouge.

Boue rouge (red mud ou RM en anglais) est le nom communément donné au principal déchet produit lors la fabrication d'alumine et d'aluminium par le procédé Bayer. 
Breveté par Karl Josef Bayer en 1887 puis en 1892, ce procédé très efficace mais dont les processus chimiques de base sont encore mal compris, est très consommateur en eau et énergie (chauffage du mélange avec de la soude) et produit une grande quantité de déchets sous forme de boues rouges. Il est utilisé depuis plusieurs décennies par presque toute l'industrie aluminière. Ce procédé permet de traiter la bauxite pour en extraire une part significative de l'alumine qu'elle contient : une tonne de bauxite produit 500 kg d'alumine et 500 kg  déchets.
Ces boues sont prétraitées (en général à l'acide, pour les rendre moins basiques), puis généralement stockées dans de vastes bassins (d'une superficie de plusieurs dizaines à plusieurs centaines d'hectares) où elles perdent leur eau par évaporation. 
D'autres usines, telle celle de Gardanne, dans le sud de la France, en rejettent encore une partie en mer (effluents liquides transparents, au moins jusqu'en 2016) tandis que le reste est stocké sur l'aire de Bouc-Bel-Air à raison de 300 000 tonnes prévues par an. 
Le procédé Orbite, encore au stade du développement industriel, permet d'extraire l'alumine sans produire de boues rouges et peut également servir à neutraliser les boues rouges tout en extrayant l'essentiel de l'alumine restant.

## Caractéristiques physico-chimiques des boues rouges
- Couleur : leur couleur rouge brique est due à leur teneur élevée en oxydes de fer (que contenait la bauxite avant son traitement).
- Leur caractère très basique (pH de 11 à 14 en général) : il provient de leur teneur en soude caustique, résidu du procédé Bayer. Certaines alumineries traitent leurs boues pour en retirer une grande partie de cette soude (c'est le cas de celle de Gardanne).
- Toxicité : elle est d'abord liée au caractère caustique du matériau, et dans une moindre mesure, mais peut-être de manière plus importante à long terme, surtout en contexte acidifiant, à sa teneur en métaux lourds (plomb,  mercure, chrome) ou parfois en radionucléides qui s'y fixent facilement[6]. Les teneurs en ces produits, et leur biodisponibilité varient fortement selon l'origine de la bauxite et le processus industriel.
- Composition chimique : elle varie fortement selon l'origine du minerai (bauxite) et sa teneur en aluminium, minéraux et métaux divers. Les boues rouges contiennent notamment de la cancrinite et de l'hématite[6] qui se lient facilement aux métaux lourds (fortement au zinc, assez fortement au plomb et un peu moins au cadmium selon des tests en laboratoire[6]) et expliqueraient la capacité de ces boues à les absorber[6]. 
Le processus industriel influe aussi sur la composition des boues. Certaines usines traitent leurs boues de manière à y récupérer la soude et à la rendre inerte (neutralisation du pH) en termes de basicité. Il est possible d'en extraire une partie des chlorures (ceux-ci constituent de 0,092 à 0,121 % du poids des boues). Ils sont surtout présents dans les fines particules de sodalite (de moins de 10 µm) qui ont recristallisé lors de la phase de dessilicatation du procédé Bayer. Un tamisage humide suivi d'une séparation hydraulique et d'une séparation en cyclone permet d'en récupérer 22 à 34 % (en poids), permettant de faire significativement chuter la teneur en chlorure de la boue à 0,015 à 0,025 % (en poids)[7], etc.
- Un chélateur tel que l'EDTA se montre capable d'extraire une grande partie des métaux lourds contenus dans les boues rouges traitées à l'acide. Ces mêmes boues perdent également plus de métaux (en particulier les fractions les plus échangeables ou les plus solubles dans l'eau) quand elles sont exposées à la lixiviation ou mises en contact avec des nitrates (nitrate de calcium ou Ca(NO3)2 lors des expérimentations). Mais les boues non traitées à l'acide rejettent moins de plomb, cadmium et zinc quand elles sont traitées à l'EDTA.

## Devenir des boues
Les boues rouges sont principalement mises en décharge en bassin d'évaporation. Ceux-ci sont maintenant en fin de vie ou au cours de leur déshydratation généralement réhabilités. La difficulté est que leur forte basicité, salinité et sodicité empêchent ou freinent très fortement une renaturation spontanée. En zone ou période sèche, les envols de poussière peuvent aussi poser des problèmes. Alors qu'en période très humide, c'est l'érosion hydrique qui peut être source de pollution en aval (turbidité, modification du pH, pollution par les métaux..). Cependant le traitement des boues par de l'acide réduit fortement ou totalement leur caractère caustique, mais favorise la libération des métaux lourds qu'elles peuvent contenir, et diminue leur capacité à en absorber et fixer d'autres .
Différentes méthodes de réhabilitation ont été testées, dont par exemple :
- la simple couverture par une couche de terre arable (30 cm à 1 m voire plus), une pré-couverture par des cendres ou scories de charbon (qui peuvent aussi contenir des polluants, voire des radionucléides en quantité significative),
- un prétraitement de surface par des déchets de l'industrie plâtrière (déchets de gypse dont l'ajout de 5 % ou plus comme amendement diminue le pH, la disponibilité d'oligoéléments tels que calcium, potassium, phosphore et magnésium, tout en réduisant la toxicité du fer et du sodium, en améliorant la germination et la croissance des plantes, sans apports de terre arable[8])

L’élimination de ce déchet industriel se fait parfois ou s'est fait (selon les pays et les évolutions de la législation) en le rejetant à la mer. C'est  ce que faisait l’ancienne usine Pechiney devenue Alteo, appartenant au groupe franco-américain HIG, située à Gardanne jusqu'à fin 2015 au large de Cassis, dans la fosse de Cassidaigne,. Depuis 2016, les boues rouges sont préalablement séchées et traitées pour réduire de près de 99 % les rejets de métaux dans la mer Méditerranée. Ne sont plus déversés dans la mer que des effluents liquides ayant nécessité une dérogation.
C'est pourquoi Alteo a repris le stockage à terre de boues rouges déshydratées, dites alors « bauxaline », sur l'aire de Mange Garri à Bouc-Bel-Air, commune voisine de Gardanne, utilisée à cet effet depuis 1905. « Les capacités de mise en décharge à terre n’étant pas infinies, à partir de 1966, Péchiney, l’exploitant de l’époque, a obtenu une autorisation de rejeter ses effluents en mer pour trente ans.(...) Depuis 2016, la partie solide des effluents n’y est plus autorisée. Alors le stockage de Mange-Garri a repris du service, impactant un voisinage qui s’est urbanisé. ». Au moins 30 millions de tonnes ont ainsi été déversées au large de Cassis, par une conduite de 50 kilomètres de l’usine à la mer, ce qui représenterait 20 tonnes d'arsenic, 2 millions de tonnes de titane, 60 000 tonnes de chrome et 1 700 tonnes de plomb selon le mouvement Collectifs Littoral.

## Pistes de valorisation
L'installation de nouvelles décharges est coûteuse, et génère de plus en plus de difficultés pour les communes et riverains. Depuis quelques décennies, les industriels cherchent donc des solutions pour diminuer le tonnage de déchets produits, et éventuellement valoriser leurs boues rouges en leur trouvant de nouveaux usages, dont : 
- Le procédé Orbite permet de traiter les boues rouges et d'en extraire l'alumine restant et les autres métaux tout en éliminant l'alcalinité. Il est développé par Orbite Aluminae en collaboration avec Veolia.
- Le procédé IB2 est une technologie française breveté en 2019 à l'INPI. Le procédé offre une alternative au procédé Bayer. Il permet une diminution de la consommation de soude caustique et une réduction de 60% de production de boue rouge.
- Les matériaux de construction[14] (intégration à des céramiques, briques, ciments... parfois avec d'autres déchets tels que des cendres volantes) utilisés à moindre coût en génie civil comme matériau de couverture[15] de décharges (quand elles avaient été rendues inertes par une extraction à plus de 90 % de leur soude caustique) ;  
Des tests de lixiviation et 3 types de tests écotoxicologiques (Microtox, test ASTM de toxicité pour les microalgues et tests d'embryo-toxicité pour l'oursin) ont été réalisés en Italie sur des échantillons de boues rouges solides pré-traitées pour être « ré-introduites dans l'environnement ». Ils avaient pour objectif de mieux évaluer leur compatibilité avec l'environnement. Les auteurs ont conclu à des résultats plutôt encourageants montrant une possibilité d'utiliser ces matériaux pour traiter certains sols ou des eaux contaminées. Les métaux présents dans la boue rouge correctement traitée y semblent relativement bien piégés, dans une certaine gamme de pH, même relativement bas. Cependant, il ne semble pas y avoir eu beaucoup d'études sur la capacité de la microfaune du sol (collemboles ou vers de terre par exemple) à absorber et éventuellement véhiculer (bioturbation) ou non les toxiques emprisonnés dans cette matrice)[16].
- un amendement chimique et minéral pour cultiver des sols pollués par l'arsenic ou d'autres métaux (les métaux lourds sont moins mobiles et moins biodisponibles dans les sols basiques) ;
- absorbants, additifs, colorants. Leur caractère très basique, et une préparation supplémentaire (calcination, ajouts d'additifs appropriés) confèrent aux boues rouges des caractéristiques intéressantes pour absorber certains polluants de liquides ou produits acides ou légèrement acides, et pour tamponner le pH de ces liquides 
C'est notamment un des moyens efficaces d'absorber l'arsenic de l'eau, dans certaines conditions (il faut que cette eau soit légèrement acide). 
Des boues rouges non traitées à l'acide montrent dans certaines conditions une capacité à fixer certains ions très toxiques du plomb et du chrome (Pb2+ et Cr6+)[17]. Si les boues rouges sont utilisées pour absorber des polluants non biodégradables, cela en fait cependant des déchets plus pollués qu'il conviendra de rendre inertes ou durablement stocker dans de bonnes conditions. Les tests écotoxicologiques et de lixiviation couramment utilisés, laissent penser que la boue rouge ne présente pas de toxicité aiguë ou élevée pour l'environnement avant ou après certaines réutilisations[18].
- produits de nettoyage du gaz[18]
- catalyseur d'hydrogénation, hydrodéchloration et d'oxydation des hydrocarbures [18].

## Risque industriel
Il est lié aux produits chimiques utilisés dans le processus, mais aussi à d'éventuels défauts de sécurisation des bassins de stockage des effluents (boues rouges).
L'Europe a financé un programme international de recherche sur la radioactivité et les risques afférents à cette radioactivité dans les boues rouges et les résidus de centrales électriques ou grandes chaufferies au charbon (cendres et scories). Dans ces deux cas, les déchets peuvent avoir concentré certains radionucléides susceptibles de repasser dans les réseaux trophiques et poser des problèmes sanitaires et écologiques.

### Ajka
En octobre 2010, près de la ville hongroise d'Ajka, les villages situés en aval de l'aluminerie d'Ajka ont été brutalement envahis par 700 000 m3 de boue rouge très liquide et très caustique, après la rupture de la digue (d'une trentaine de m de hauteur) d'un des bassins-réservoir de l'usine, provoquant une catastrophe écologique majeure par sa proximité du Danube ainsi que neuf morts et 120 blessés.
Précédemment, s'était produite en Corse l'affaire des boues rouges de la Montedison, débutée en 1972. Elle aboutit en particulier à l'ouverture d'une procédure judiciaire par un juge d'instruction de Livourne contre les dirigeants du groupe industriel en février 1973.
Le verdict de ce contentieux est prononcé le 29 avril 1974, avec la condamnation des pollueurs[réf. nécessaire]. 

### Alteo
En 2016, l'affaire des boues rouges dans les calanques de Marseille suscite une polémique. En effet, pendant cinquante ans, des résidus polluants ont été déversés dans le parc naturel des calanques au moyen d'un tuyau de 50 kilomètres partant de l'usine Alteo, grande entreprise de production d'alumine. Ces boues rouges ont des conséquences sur l'environnement marin, elles contiennent plusieurs métaux lourds tels que le mercure et aussi de l'arsenic. Selon Le Monde et France Info, il y aurait en 2017 des millions de tonnes de boues rouges au fond de la Méditerranée,,,. 
En janvier 2024, la société est mise en examen pour des rejets toxiques en Méditerranée. Les dérogations prises en 2015, 2016, 2018 et 2020 autorisant l'entreprise à ne pas suivre les seuils de toxicité, avaient pour objectif de sauvegarder les emplois tout en incitant Alteo Gardanne à rectifier le tir en matière de pollution. Or, après plusieurs années, on constate toujours des taux de concentration trop élevés sur un ou plusieurs des paramètres visés par les arrêtés, parmi lesquels des métaux lourds comme le mercure, le zinc, le lithium, le cuivre ou encore l'arsenic.